# Leptoglossus
Pour les articles homonymes, voir Théognis (homonymie).
Genre
Leptoglossus est un genre d'insectes hémiptères du sous-ordre des hétéroptères (punaises), de la famille des Coreidae, de la sous-famille des Coreinae et de la tribu des Anisoscelini.

## Systématique
- Le genre Leptoglossus a été décrit par le naturaliste français Félix Édouard Guérin-Méneville en 1831[1].
- L'espèce type pour le genre est  Leptoglossus dilaticollis Guérin-Méneville, 1831

### Synonyme
- Hypselonotus Hahn, 1826 [2]
- Theognis Stål, 1862 [3]
- Microphyllia Stål, 1870 [4]
- Haeckelia Kirkaldy, 1904 [5]
- Nannophyllia Bergroth, 1913 [6]
- Fabrictilis Osuna, 1984 [7]
- Stalifera Osuna, 1984 [8]
- Veneza Osuna, 1984 [9]

### Taxinomie
Liste des espèces
- Leptoglossus ashmeadi Heidemann, 1909
- Leptoglossus brevirostris Barber, 1918
- Leptoglossus clypealis Heidemann, 1910
- Leptoglossus concolor (Walker, 1871)
- Leptoglossus corculus (Say, 1832)
- Leptoglossus dilaticollis Guérin-Méneville, 1831; Espèce type pour le genre
- Leptoglossus fulvicornis (Westwood, 1842)
- Leptoglossus gonagra (Fabricius, 1775)
- Leptoglossus occidentalis Heidemann, 1910, espèce d'origine nord-américaine considérée comme invasive en Europe.
- Leptoglossus oppositus (Say, 1832)
- Leptoglossus phyllopus (Linnaeus, 1767)
- Leptoglossus zonatus (Dallas, 1852)